# Selezioni giovanili della nazionale di rugby a 15 della Francia
Le selezioni giovanili della nazionale di rugby a 15 della Francia sono:

## Under-20
La nazionale partecipa annualmente al Sei Nazioni Under-20 fin dall'edizione 2008, anno in cui venne istituita la competizione giovanile del torneo sulla falsariga di quello analogo destinato alle nazionali maggiori.
Inoltre, prende parte al Campionato World Rugby Under-20, istituito nel 2008 come Campionato mondiale giovanile di rugby, che integrò e sostituì da allora la Coppa del Mondo di rugby Under-19 e Under-21 e, in caso di retrocessione dal torneo maggiore, al Trofeo World Rugby Under-20.

### Storia

#### Allenatori
- Philippe Sella (2008–11)
- Fabien Pelous (2011–15)
- Thomas Lièvremont (2015–17)
- Sébastien Piqueronies (2017–20)
- Philippe Boher (2020–)

### Palmarès
- Campionato mondiale U-20: 3
2018, 2019, 2023
- Sei Nazioni U-20 : 3
2009, 2014, 2018

### Partecipazioni

#### Mondiale
| Anno | Torneo     | Posizione | Note              |
| ---- | ---------- | --------- | ----------------- |
| 2008 | Campionato | 6ª        |                   |
| 2009 | Campionato | 5ª        |                   |
| 2010 | Campionato | 5ª        |                   |
| 2011 | Campionato | 4ª        |                   |
| 2012 | Campionato | 6ª        |                   |
| 2013 | Campionato | 5ª        |                   |
| 2014 | Campionato | 6ª        |                   |
| 2015 | Campionato | 4ª        |                   |
| 2016 | Campionato | 9ª        |                   |
| 2017 | Campionato | 4ª        |                   |
| 2018 | Campionato | 1ª        | Miglior risultato |
| 2019 | Campionato | 1ª        | Miglior risultato |

#### Sei Nazioni
| Edizione | Posizione | Partite    | Partite | Partite | Partite | Punti       | Punti        | Punti            | Punti | Bonus     | Bonus     | Punti in classifica |
| Edizione | Posizione | Gareggiate | Vinte   | Nulle   | Perse   | Punti fatti | Punti subiti | Differenza punti | Mete  | Offensivo | Difensivo | Punti in classifica |
| -------- | --------- | ---------- | ------- | ------- | ------- | ----------- | ------------ | ---------------- | ----- | --------- | --------- | ------------------- |
| 2008     | 3ª        | 5          | 3       | 0       | 2       | 84          | 77           | +7               | 10    | N/A       | N/A       | 6                   |
| 2009     | 1ª        | 5          | 4       | 0       | 1       | 150         | 53           | +97              | 16    | N/A       | N/A       | 8                   |
| 2010     | 4ª        | 5          | 2       | 1       | 2       | 94          | 119          | -25              | 11    | N/A       | N/A       | 5                   |
| 2011     | 2ª        | 5          | 4       | 0       | 1       | 149         | 62           | +87              | 18    | N/A       | N/A       | 8                   |
| 2012     | 2ª        | 5          | 4       | 0       | 1       | 109         | 63           | +46              | 12    | N/A       | N/A       | 8                   |
| 2013     | 5ª        | 5          | 2       | 0       | 3       | 54          | 105          | -51              | 5     | N/A       | N/A       | 4                   |
| 2014     | 1ª        | 5          | 5       | 0       | 0       | 112         | 51           | +61              | 11    | N/A       | N/A       | 10                  |
| 2015     | 2ª        | 5          | 3       | 0       | 2       | 145         | 82           | +63              |       | N/A       | N/A       | 6                   |
| 2016     | 2ª        | 5          | 4       | 0       | 1       | 161         | 70           | +91              | 23    | N/A       | N/A       | 8                   |
| 2017     | 2ª        | 5          | 3       | 0       | 2       | 133         | 127          | +6               | 18    | 2         | 1         | 15                  |
| 2018     | 1ª        | 5          | 4       | 0       | 1       | 211         | 80           | +131             | 30    | 4         | 0         | 20                  |
| 2019     | 2ª        | 5          | 3       | 0       | 2       | 157         | 130          | +27              | 22    | 4         | 1         | 17                  |